# Bambusiomyces
Bambusiomyces — рід грибів родини сажкові (Ustilaginaceae). Назва вперше опублікована 2011 року.

## Класифікація
До роду Bambusiomyces відносять 1 вид:
- Bambusiomyces shiraianus